# Смит, Билли
Уильям Джон (Билли) Смит (род. 12 декабря 1950, Перт, Онтарио) — канадский хоккеист, четырёхкратный обладатель кубка Стэнли.

## Карьера
В сезоне 1969/70 года в составе «Cornwall Royals» провёл в LHJMQ 61 игру.
На драфте 1970 года был выбран клубом «Лос-Анджелес Кингз». Два сезона (1970-72) провёл в составе дочерней команды, играющей в AHL — «Springfield Kings», выйдя на лёд в 92 играх. В 1971 году в составе команды выиграл Кубок Колдера. В сезоне 1971/72 года провёл в составе «Лос-Анджелес Кингз» 5 игр.
Расцвет карьеры Билли Смита пришёлся на годы, проведённые в «Нью-Йорк Айлендерс». С 1972 по 1989 года он играл в составе островитян, проведя 807 игр на льду. Четырежды (1980, 1981, 1982, 1983) становился обладателем кубка Стэнли. Является первым вратарём в истории НХЛ, официально забившим гол. Это произошло 28 ноября 1979 года в матче с «Колорадо Рокиз», когда на его счёт была записана шайба после автогола.
В 1993 году вошёл в Зал хоккейной славы. 20 февраля 1993 года свитер с номером 31 был исключён из обращения в «Нью-Йорк Айлендерс».

### Тренерская карьера
В 1995—2001 годах входил в тренерский штаб «Флорида Пантерз».

## Награды
- Кубок Стэнли — 1980, 1981, 1982, 1983
- Кубок Колдера — 1971
- Участник матча всех звёзд НХЛ — 1978
- Включён в первую сборную звёзд НХЛ — 1982
- Везина Трофи — 1982
- Конн Смайт Трофи — 1983
- Уильям М. Дженнингс Трофи — 1983